# Knínice u Boskovic
Knínice u Boskovic (in tedesco Knienitz) è un comune mercato della Repubblica Ceca facente parte del distretto di Blansko, in Moravia Meridionale.